# Badminton 1984
Höhepunkte des Badmintonjahres 1984 waren der Thomas Cup, der Uber Cup und die Europameisterschaft. 
== World Badminton Grand Prix ==
| Veranstaltung       | Herreneinzel        | Dameneinzel     | Herrendoppel                       | Damendoppel                   | Mixed                            |
| ------------------- | ------------------- | --------------- | ---------------------------------- | ----------------------------- | -------------------------------- |
| Chinese Taipei Open | Morten Frost        | Ivanna Lie      | Thomas Kihlström Stefan Karlsson   | Gillian Gilks Karen Beckman   | nicht ausgetragen                |
| Japan Open          | Morten Frost        | Zheng Yuli      | Thomas Kihlström Stefan Karlsson   | Gillian Gilks Karen Beckman   | Martin Dew Gillian Gilks         |
| Scottish Open       | Morten Frost        | Sally Podger    | Morten Frost Jesper Helledie       | Barbara Beckett Alison Fulton | Billy Gilliland Gillian Gowers   |
| Dutch Open          | Jens Peter Nierhoff | Helen Troke     | Mark Christiansen Michael Kjeldsen | Gillian Gilks Karen Beckman   | Martin Dew Gillian Gilks         |
| German Open         | Michael Kjeldsen    | Karen Beckman   | Mike Tredgett Martin Dew           | Gillian Gilks Karen Beckman   | Martin Dew Gillian Gilks         |
| Denmark Open        | Morten Frost        | Zheng Yuli      | Li Yongbo Tian Bingyi              | Kim Yun-ja Yoo Sang-hee       | Dipak Tailor Nora Perry          |
| Swedish Open        | Jens Peter Nierhoff | Fumiko Tōkairin | Park Joo-bong Kim Moon-soo         | Kim Yun-ja Yoo Sang-hee       | Thomas Kihlstrøm Maria Bengtsson |
| All England         | Morten Frost        | Li Lingwei      | Rudy Heryanto Hariamanto Kartono   | Lin Ying Wu Dixi              | Martin Dew Gillian Gilks         |
| Thailand Open       | Icuk Sugiarto       | Helen Troke     | Christian Hadinata Hadibowo        | Gillian Gilks Karen Beckman   | nicht ausgetragen                |
| Malaysia Open       | Icuk Sugiarto       | Li Lingwei      | Lee Deuk-choon Kim Moon-soo        | Wu Jianqiu Guan Weizhen       | Martin Dew Gillian Gilks         |
| Indonesia Open      | Lius Pongoh         | Li Lingwei      | Christian Hadinata Hadibowo        | Nora Perry Jane Webster       | Christian Hadinata Ivanna Lie    |
| Scandinavian Cup    | Morten Frost        | Han Aiping      | Zhang Qiang Zhou Jincan            | Lin Ying Wu Dixi              | Martin Dew Gillian Gilks         |
| Canadian Open       | Michael Kjeldsen    | Chen Hong       | Jalani Sidek Razif Sidek           | Gillian Gowers Karen Chapman  | Nigel Tier Gillian Gowers        |
| India Open          | abgesagt            | abgesagt        | abgesagt                           | abgesagt                      | abgesagt                         |
| Grand Prix Finale   | Morten Frost        | Han Aiping      | nicht ausgetragen                  | nicht ausgetragen             | nicht ausgetragen                |

## Terminkalender
| Veranstaltung                              | Ort                 | Beginn             | Ende               |
| ------------------------------------------ | ------------------- | ------------------ | ------------------ |
| Chinese Taipei Open 1984                   | Taipeh              | 13. Januar 1984    | 15. Januar 1984    |
| Westdeutsche Badmintonmeisterschaft 1984   | Mülheim an der Ruhr | 21. Januar 1984    | 22. Januar 1984    |
| Scottish Open 1984                         | Edinburgh           | 27. Januar 1984    | 29. Januar 1984    |
| Deutsche Badmintonmeisterschaft 1984       | Oberhausen          | 3. Februar 1984    | 5. Februar 1984    |
| Schweizer Badmintonmeisterschaft 1984      | Baden               | 4. Februar 1984    | 5. Februar 1984    |
| German Juniors 1984                        | Brauweiler          | 11. Februar 1984   | 12. Februar 1984   |
| Poona Open 1984                            | Mortsel             | 18. Februar 1984   | 19. Februar 1984   |
| German Open 1984                           | Duisburg            | 1. März 1984       | 4. März 1984       |
| Denmark Open 1984                          | Kopenhagen          | 8. März 1984       | 11. März 1984      |
| Swedish Open 1984                          | Malmö               | 15. März 1984      | 18. März 1984      |
| Swiss Open 1984                            | Greifensee          | 16. März 1984      | 18. März 1984      |
| All England 1984                           | London              | 21. März 1984      | 25. März 1984      |
| Polnische Badmintonmeisterschaft 1984      | Warschau            | 31. März 1984      | 1. April 1984      |
| French Open 1984                           | Paris               | 31. März 1984      | 1. April 1984      |
| Badminton-Europameisterschaft 1984         | Preston             | 8. April 1984      | 14. April 1984     |
| Badminton-Mannschaftseuropameisterschaft   | Preston             | 8. April 1984      | 14. April 1984     |
| Slowakische Badmintonmeisterschaft 1984    | Košice              | 14. April 1984     | 15. April 1984     |
| Austrian International 1984                | Villach             | 20. April 1984     | 22. April 1984     |
| Plume d’Or 1984                            | Valletta            | 12. Mai 1984       | 13. Mai 1984       |
| Uber Cup 1984                              | Kuala Lumpur        | 14. Mai 1984       | 17. Mai 1984       |
| DDR-Badmintonmeisterschaft 1984            | Tröbitz             | 25. Mai 1984       | 27. Mai 1984       |
| Thailand Open 1984                         | Bangkok             | 4. Juli 1984       | 8. Juli 1984       |
| Indonesia Open 1984                        | Jakarta             | 18. Juli 1984      | 22. Juli 1984      |
| Badminton-Afrikameisterschaft 1984         | Daressalam          | 1. August 1984     | 1. August 1984     |
| Badminton World Cup 1984                   | Jakarta             | 18. September 1984 | 23. September 1984 |
| Bell’s Open 1984                           | Perth               | 5. Oktober 1984    | 7. Oktober 1984    |
| Scandinavian Cup 1984                      | Randers             | 25. Oktober 1984   | 28. Oktober 1984   |
| Canadian Open 1984                         | Ottawa              | 31. Oktober 1984   | 3. November 1984   |
| Badminton-Südamerikameisterschaft 1984     | Buenos Aires        | 30. Oktober 1984   | 4. November 1984   |
| Hungarian International 1984               | Budapest            | 2. November 1984   | 4. November 1984   |
| Kanadische Badmintonmeisterschaft 1984     | Winnipeg            | 30. November 1984  | 2. Dezember 1984   |
| Südkoreanische Badmintonmeisterschaft 1984 | Chungju             | 6. Dezember 1984   | 8. Dezember 1984   |
| Japanische Badmintonmeisterschaft 1984     | Tokio               | 11. Dezember 1984  | 16. Dezember 1984  |
| World Badminton Grand Prix 1984 (Finale)   | Kuala Lumpur        | 12. Dezember 1984  | 16. Dezember 1984  |
| Englische Meisterschaft 1985               | Coventry            | 12. Dezember 1984  | 14. Dezember 1984  |